# 烏拉格慶黑湖國家公園
48°22′N 95°37′E / 48.37°N 95.62°E

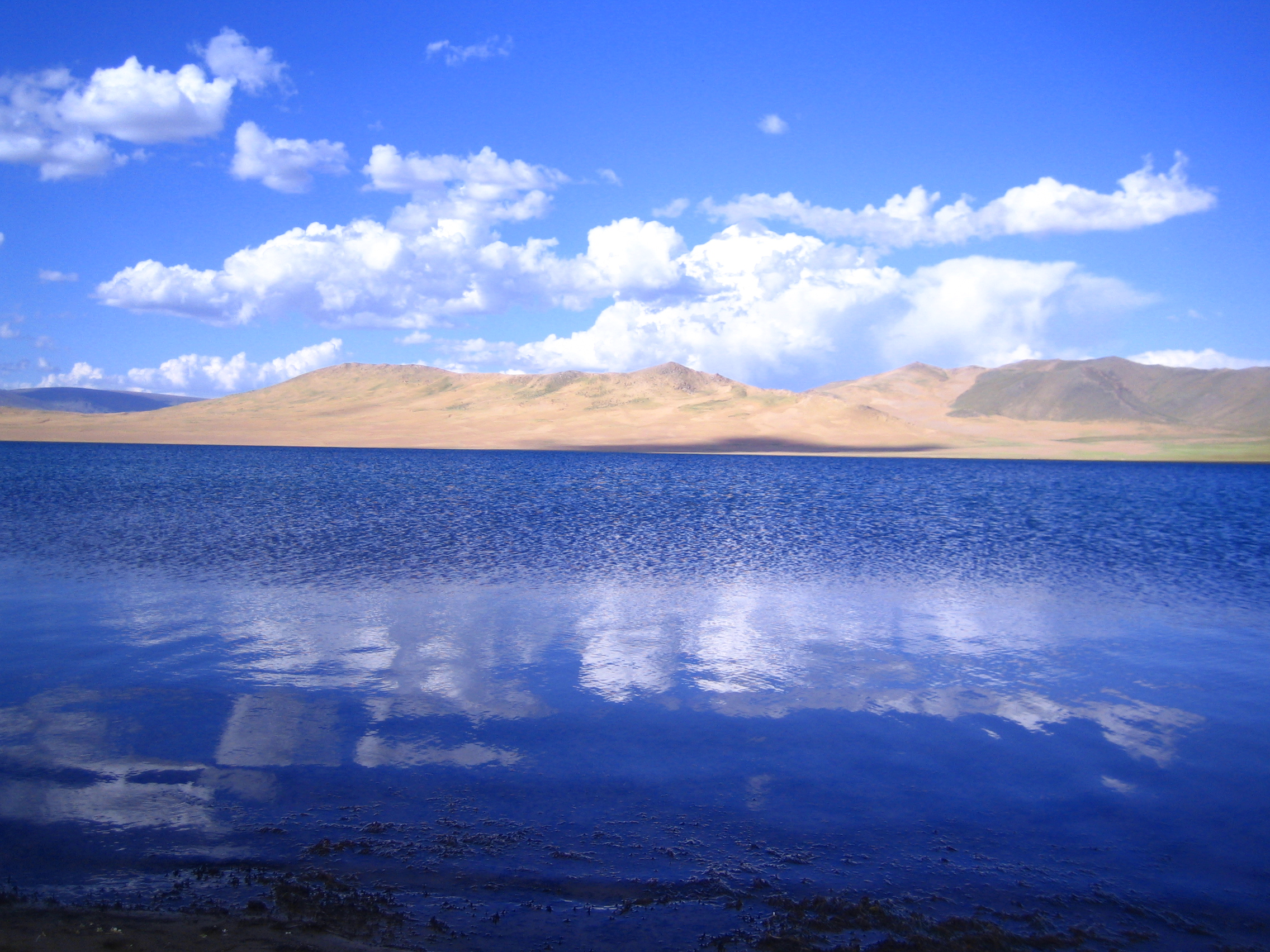

烏拉格慶黑湖國家公園是蒙古國的國家公園，成立於2010年，面積2,594平方公里，受半乾旱氣候影響，有白頭硬尾鴨、大鴇、白喉石鶺等野生鳥類棲息。